# Jdanivka
Jdanivka (în ucraineană Жданівка) este un oraș din Ucraina.